# Aarup
Aarup of Årup is een plaats en voormalige gemeente in Denemarken.

## Voormalige gemeente
De oppervlakte bedroeg 80,56 km². De gemeente telde 5480 inwoners waarvan 2751 mannen en 2729 vrouwen (cijfers 2005).
Sinds 1 januari 2007 hoort de oud gemeente bij gemeente Assens.

## Plaats
De plaats Aarup telt 3223 inwoners (2020). De plaats ligt aan de doorgaande weg 329 en aan de spoorlijn Nyborg - Fredericia. Het huidige station dateert uit 1995.